# Sada (muhafaza)

Muhafaza Sada na mapie Jemenu.

Sada – jedna z 20 jednostek administracyjnych Jemenu znajdująca się w północno-zachodniej części kraju.
Od 2015 ma tam miejsce szyicka rebelia ugrupowania Huti.